# Children of the Nile
Children of the Nile er et computerspil, skabt af skaberen bag bl.a. Pharao. Spillet handler om at opbygge en by og et velfungerende samfund. Det hele udspiller sig et levende 3-D-miljø.
| computerspil | Spire Denne computerspilsrelaterede artikel er en spire som bør udbygges. Du er velkommen til at hjælpe Wikipedia ved at udvide den. |